# Мейтленд, Патрик Фрэнсис, 17-й граф Лодердейл
Патрик Фрэнсис Мейтленд, 17-й граф Лодердейл (англ. Patrick Maitland, 17th Earl of Lauderdale; 17 марта 1911 — 2 декабря 2008) — шотландский дворянин, носил титул учтивости — достопочтенный Патрик Мейтленд, мастер Лодердейл. Шотландский политик-юнионист с 1953 по 1968 год.

## Ранняя жизнь
Родился 17 марта 1911 года в Уолсолле, графство Уэст-Мидлендс, Англия. Второй (младший) сын преподобного Сиднея Джорджа Уильяма Мейтленда (1869—1946) и Эллы Фрэнсис Ричардс (? — 1949). Внук подполковника Фредерика Генри Мейтленда, 13-го графа Лодердейла (1840—1924).
Получив образование в Лансинге, Западный Сассекс, и колледже Брэйзноуз, Оксфорд (степень бакалавра, 1933). Патрик Мейтленд затем начал карьеру в журналистике. Во время Второй мировой войны он служил специальным корреспондентом (Балканы и Дунай) в «The Times» 1939—1941 годов, а в последний год был также специальным корреспондентом «Washington News Chronicle». В то время он был военным корреспондентом «News Chronicle» в Тихоокеанском регионе, Австралии и Новой Зеландии в 1941—1943 годах, служил в морской пехоте США на Гуадалканале, летал в качестве хвостового стрелка на самолете B17, а затем поступил на работу в Отдел политической разведки Министерства иностранных дел, где руководил югославским отделом Британского министерства иностранных дел в 1943—1945 годах.

## Политика
В 1951 году он был избран членом Палаты общин Великобритании от Ланарка после того, как его предыдущий член парламента (и будущий премьер-министр) Алек Дуглас-Хьюм был дисквалифицирован после того, как унаследовал титул пэра своего отца. Мейтленд занимал это место до 1959 года, когда его заняла кандидат от лейбористов Джудит Харт. С 1957 по 1959 год он был основателем-председателем Расширяющейся группы Содружества в Палате общин, где он также был председателем Подкомитета по энергетике и транспорту.
27 ноября 1968 года Джон Мейтленд сменил своего старшего брата, преподобного Альфреда Мейтленда, 16-го графа Лодердейла (1904—1968). Он также был членом Консервативного клуба понедельника; и был председателем специального комитета Палаты лордов по проверке ЕЭС в 1974—1979 годах, Заместитель председателя Ассоциации консервативного комитета сверстников в 1980—1987 годах, заместитель председателя и соучредитель парламентской группы по энергетическим исследованиям в 1980—1999 годах, назначен председателем всепартийной парламентской группы «Церковь в опасности» 1988 года . Он был пожизненным членом Общества свободы личности. На момент своей смерти в возрасте 97 лет он был вторым по возрасту бывшим членом парламента, уступая только Берту Хейзеллу.

## Другое
Среди других ролей Лодердейла — директор Elf Aquitaine (UK) Holdings Ltd., консультант по экономической географии, промышленный консультант, бывший редактор Fleet Street Letter Service (агентство политических и дипломатических новостей) и редактор письма Уайтхолла. Он был членом Коллегии хранителей Национального святилища Богоматери Уолсингема, Норфолк, в 1955—1982 годах, и был президентом Церковного союза в 1956—1961 годах. Он был членом Королевского географического общества и членом Клуба путешественников в Лондоне и Нового клуба в Эдинбурге. Он также был потомственным носителем государственного флага Шотландии и главой клана Мейтленд.
Его публикации включают:
- Европейская линия дат (1945)
- Задание для гигантов (1957)

## Брак
20 июля 1936 года он женился на сербке Станке Лозанич (умер 3 апреля 2003 году), старшей дочери профессора Миливое Лозанича, из Белграда, Югославия , внучке профессора Симы Лозанича, химика, президента Сербской королевской академии, первого ректора Белградского университета, министра иностранных дел, посла Королевства Сербия в Лондоне. У супругов были следующие дети:
- Иэн Мейтленд, 18-й граф Лодердейл (родился 4 ноября 1937 года), лейтенант Королевского флота в запасе, член Королевской гвардии Шотландии, Королевской роты лучников и банкир[2][8]. Он женат и имеет детей. Его сын — Джон Дуглас Мейтленд, мастер Лодердейл (род. 1965), разведён и не имеет детей.
- Леди Хелен Ольга Мейтленд (родилась 23 мая 1944 года), которая также стала видным политиком и членом парламента от Консервативной партии (Великобритания) в 1992—1997 годах[9]. В 1969 году вышла замуж за Робина Уильяма Патрика Гамильтона Хэя, магистра права, бакалавра права, секретаря Королевского суда. У них двое сыновей и дочь.
- Леди Кэролайн Шарлотта Милица Мейтленд (18 ноября 1946 — 9 августа 2010)[10], консультант и физиотерапевт.
- Преподобный достопочтенный Сидней Миливое Патрик Мейтленд (родился 23 июня 1951 года), священник Шотландской епископальной церкви[2][11].

## Титулатура
- 17-й граф Лодердейл (с 27 ноября 1968)
- 17-й виконт Мейтленд из Лодердейла (с 27 ноября 1968)
- 17-й виконт Мейтленд (с 27 ноября 1968)
- 13-й баронет Мейтленд (с 27 ноября 1968)
- 18-й лорд Мейтленд из Тирлестейна (с 27 ноября 1968)
- 17-й лорд Тирлестейн и Болтон (с 27 ноября 1968).